# Pororo
Pororo der kleine Pinguin (Hangeul: 뽀롱뽀롱 뽀로로, Porong Porong Pororo) ist eine computeranimierte Fernsehserie, entwickelt von den südkoreanischen Animation Studios Iconix Entertainment und hergestellt in einer Koproduktion mit der nordkoreanischen Firma Samchŏlli in Kaesŏng. Die Produktion begann im Jahr 2002, und ein Jahr später startete der koreanische Lern- und Erziehungssender EBS-TV die Ausstrahlung. Zurzeit wird die Serie auch in Frankreich, Hongkong, Indien Taiwan und Skandinavien gesendet.

## Inhaltsangabe
Pororo ist ein kleiner Pinguin, der in der Antarktis lebt. Zusammen mit seinen Freunden erlebt er viele Abenteuer: Poby der Eisbär, Loopy der Biber, Harry der Kolibri, Crong der Dinosaurier, Petty der Pinguin und Eddy der Fuchs.
Pororo träumt sehnsüchtig vom Fliegen und mehrere Episoden berichten über seine Missgeschicke. Ständig stellt er Unheil an oder versucht seinen Freunden einen Streich zu spielen. Seine Heimat befindet sich in einer alpinen Schneelandschaft, wo er zusammen mit seinem Freund Crong, dem nichtsprechenden Dinosaurier, in einer Schneehütte lebt.
Crong ist ein Babydinosaurier, der eines Tages durch Zufall von Pororo im noch nicht geschlüpften Dinoei gefunden wird (Folge 1). Der ahnungslose Pororo denkt darüber nach, zu Hause ein leckeres Omelette zu kochen. Nachdem er sich entschlossen hat, das Ei nach Hause zu rollen, ist er plötzlich überrascht, als die Schale zu brechen beginnt und der kleine Dinosaurier schlüpft. Pororo ist die erste Person, die Crong sieht, und er glaubt, er sei ein Elternteil. Folglich sieht man Crong stets mit Pororo im Haus und Crong spielt die Rolle des engsten Kumpels in den vielen Abenteuern.
Loopy ist der einzige weibliche Charakter, bis Petty in der Serie auftaucht. Sie liebt Kochen und Kunst. Pororo und Eddy sind immer um ihre Aufmerksamkeit bemüht. Oft dargestellt als die Mutter der jungen Freunde, löst sie meistens die Probleme, die sich in der Handlung ergeben. Loopy lebt in einem riesigen hohlen Baumstamm.
Pobys Zuhause befindet sich in einer Eishöhle. Seine Hauptinteressen sind Fotografie und Eisfischen. Er wird als sanfter Riese dargestellt, der des Öfteren die Gruppe mit klugen Ratschlägen unterstützt.
Eddy ist der Intellektuelle der Gruppe. In den meisten Folgen erfindet er neue Maschinen, von Zügen und gigantischen Robotern bis hin zu Raketen. Die Mehrzahl seiner Erfindungen scheitern jedoch und bringen ihn und seine Freunde in brenzlige Situationen. Obwohl Pororo sein bester Freund ist, rivalisieren die beiden stets untereinander. Eddys Zuhause ist ein gigantischer Baumstumpf.

## Synchronisation
| Rolle  | Originalsprecher |
| ------ | ---------------- |
| Pororo | Lee Sun          |
| Crong  | Lee Mi-ja        |
| Poby   | Kim Hwan-chin    |
| Eddy   | Ham Su-jung      |
| Loopy  | Hong So-young    |
| Petty  | Jung Mi-sook     |